# Вощиково
Вощиково — деревня в Пошехонском районе Ярославской области России. 
В рамках организации местного самоуправления входит в Кременевское сельское поселение, в рамках административно-территориального устройства является центром Вощиковского сельского округа.

## География
Деревня находится в северной части области, в подзоне южной тайги, на берегах реки Еги, на расстоянии примерно 18 километров (по прямой) к югу от города Пошехонье, административного центра района. Абсолютная высота — 129 метров над уровнем моря.
Климат
Климат характеризуется как умеренно континентальный, с продолжительной холодной зимой и умеренно тёплым летом. Среднегодовая температура воздуха — 2,9 — 3,5 °C. Годовое количество атмосферных осадков — 500—750 мм, из которых большая часть выпадает в тёплый период. Преобладающее направление ветра юго-западное.

## История
Каменная церковь с колокольней на Ильинском погосте близ деревни построена в 1800 году на средства прихожан. Престолов было три: в настоящей холодной — во имя пророка Илии, в теплой — во имя св. муч. Флора и Лавра и св. вмч. Димитрия Солунского. 
В конце XIX — начале XX века деревня входила в состав Панфиловской волости Пошехонского уезда Ярославской губернии.
С 1929 года деревня входила в состав Евсеевского сельсовета Пошехонского района, в 1941 — 1959 годах — в составе Арефинского района, с 1954 года — центр Вощиковского сельсовета, с 2005 года — в составе Белосельского сельского поселения.

## Население
| 1859 | 2002 | 2007 | 2010 |
| ---- | ---- | ---- | ---- |
| 66   | ↗416 | ↗417 | ↗446 |

Национальный состав
Согласно результатам переписи 2002 года, в национальной структуре населения русские составляли 99 % из 416 жителей

## Инфраструктура
В деревне имеются Вощиковская основная школа (создана в 1867 году), отделение почтовой связи №152862, библиотека, амбулатория (филиал Пошехонской центральной районной больницы), два продуктовых магазина.

## Общественный транспорт
Вощиково обслуживается пригородным автобусным маршрутом № 106 Пошехонье — Кардинское.

## Достопримечательности
На бывшем Ильинском погосте, вошедшем в состав деревни, расположена действующая Церковь Илии Пророка (1800).

### Памятники
- Воинам, погибшим в Великой Отечественной войне.

## Улицы
Улицы: 60-летия Победы, Королёвых, Школьная, Виноградова, Солнечная, Заречная.
Переулки: Заречный.